# Stanley Cup playoff 1992
I playoff della Stanley Cup 1992 del campionato NHL 1991-1992 hanno avuto inizio il 19 aprile 1992. Le sedici squadre qualificate per i playoff, otto da ciascuna Conference, hanno giocato una serie di partite al meglio di sette per i quarti di finale, semifinali e finali di Conference. I vincitori delle due Conference hanno disputato una serie di partite al meglio di sette per la conquista della Stanley Cup. I campioni di ciascuna Division conservarono il proprio ranking per l'intera durata dei playoff, mentre le altre squadre furono ricollocate nella graduatoria dopo ciascun turno.
Al primo turno venne stabilito il record di gare disputate, 54 su un massimo di 56 possibili; ben sei delle otto serie si conclusero infatti solo a Gara-7. Per la prima volta tutte e quattro le vincitrici di division furono eliminate al secondo turno (Montreal Canadiens, New York Rangers, Detroit Red Wings e Vancouver Canucks). Furono gli ultimi playoff disputati dagli Hartford Whalers e dai Minnesota North Stars prima del trasferimento delle franchigie in Carolina del Nord e in Texas. Per la prima volta nei playoff durante Gara-6 fra Detroit e Minnesota venne utilizzata la moviola in campo su richiesta dell'arbitro per determinare se il puck avesse superato o meno la linea di porta.

## Squadre partecipanti

### Prince of Wales Conference

#### Adams Division
1. Montreal Canadiens - vincitori della Adams Division, 93 punti
2. Boston Bruins - 84 punti
3. Buffalo Sabres - 74 punti
4. Hartford Whalers - 65 punti

#### Patrick Division
1. New York Rangers - vincitori della Patrick Division, della stagione regolare nella Prince of Wales Conference e del Presidents' Trophy, 105 punti
2. Washington Capitals - 98 punti
3. Pittsburgh Penguins - 87 punti
4. New Jersey Devils - 87 punti

### Clarence S. Campbell Conference

#### Norris Division
1. Detroit Red Wings - vincitori della Norris Division e della stagione regolare nella Clarence S. Campbell Conference, 98 punti
2. Chicago Blackhawks - 87 punti
3. St. Louis Blues - 83 punti
4. Minnesota North Stars - 70 punti

#### Smythe Division
1. Vancouver Canucks - vincitori della Smythe Division, 95 punti
2. Los Angeles Kings - 84 punti
3. Edmonton Oilers - 82 punti
4. Winnipeg Jets - 81 punti

### Tabellone
In ciascun turno la squadra con il ranking più alto si sfidò con quella dal posizionamento più basso, usufruendo anche del vantaggio del fattore campo. Nella finale di Stanley Cup il fattore campo fu determinato dai punti ottenuti in stagione regolare dalle due squadre. Ciascuna serie, al meglio delle sette gare, seguì il formato 2–2–1–1–1: la squadra migliore in stagione regolare avrebbe disputato in casa Gara-1 e 2, (se necessario anche Gara-5 e 7), mentre quella posizionata peggio avrebbe giocato nel proprio palazzetto Gara-3 e 4 (se necessario anche Gara-6).
|  | Semifinali Division | Semifinali Division   | Semifinali Division |                     |    | Finali Division     | Finali Division | Finali Division |  |  | Finali Conference | Finali Conference | Finali Conference |  |  | Finale Stanley Cup | Finale Stanley Cup | Finale Stanley Cup |  |
|  |                     |                       |                     |                     |    |                     |                 |                 |  |  |                   |                   |                   |  |  |                    |                    |                    |  |
|  | A1                  | Montreal Canadiens    | 4                   |                     |    |                     |                 |                 |  |  |                   |                   |                   |  |  |                    |                    |                    |  |
|  | A1                  | Montreal Canadiens    | 4                   |                     |    |                     |                 |                 |  |  |                   |                   |                   |  |  |                    |                    |                    |  |
|  | A4                  | Hartford Whalers      | 3                   |                     |    |                     |                 |                 |  |  |                   |                   |                   |  |  |                    |                    |                    |  |
|  | A4                  | Hartford Whalers      | 3                   |                     | A1 | Montreal Canadiens  | 0               |                 |  |  |                   |                   |                   |  |  |                    |                    |                    |  |
|  |                     |                       |                     |                     | A1 | Montreal Canadiens  | 0               |                 |  |  |                   |                   |                   |  |  |                    |                    |                    |  |
|  |                     |                       | A2                  | Boston Bruins       | 4  |                     |                 |                 |  |  |                   |                   |                   |  |  |                    |                    |                    |  |
|  | A2                  | Boston Bruins         | A2                  | Boston Bruins       | 4  | 4                   |                 |                 |  |  |                   |                   |                   |  |  |                    |                    |                    |  |
|  | A2                  | Boston Bruins         |                     |                     |    |                     |                 |                 |  |  |                   |                   |                   |  |  |                    |                    |                    |  |
|  | A3                  | Buffalo Sabres        | 3                   |                     |    |                     |                 |                 |  |  |                   |                   |                   |  |  |                    |                    |                    |  |
|  | A3                  | Buffalo Sabres        | 3                   |                     | A2 | Boston Bruins       | 0               |                 |  |  |                   |                   |                   |  |  |                    |                    |                    |  |
|  |                     |                       |                     |                     |    |                     |                 |                 |  |  |                   |                   |                   |  |  |                    |                    |                    |  |
|  |                     |                       | P3                  | Pittsburgh Penguins | 4  |                     |                 |                 |  |  |                   |                   |                   |  |  |                    |                    |                    |  |
|  | P1                  | New York Rangers      | P3                  | Pittsburgh Penguins | 4  | 4                   |                 |                 |  |  |                   |                   |                   |  |  |                    |                    |                    |  |
|  | P1                  | New York Rangers      |                     |                     |    |                     |                 |                 |  |  |                   |                   |                   |  |  |                    |                    |                    |  |
|  | P4                  | New Jersey Devils     | 3                   |                     |    |                     |                 |                 |  |  |                   |                   |                   |  |  |                    |                    |                    |  |
|  | P4                  | New Jersey Devils     | 3                   |                     | P1 | New York Rangers    | 2               |                 |  |  |                   |                   |                   |  |  |                    |                    |                    |  |
|  |                     |                       |                     |                     | P1 | New York Rangers    | 2               |                 |  |  |                   |                   |                   |  |  |                    |                    |                    |  |
|  |                     |                       | P3                  | Pittsburgh Penguins | 4  |                     |                 |                 |  |  |                   |                   |                   |  |  |                    |                    |                    |  |
|  | P2                  | Washington Capitals   | P3                  | Pittsburgh Penguins | 4  | 2                   |                 |                 |  |  |                   |                   |                   |  |  |                    |                    |                    |  |
|  | P2                  | Washington Capitals   |                     |                     |    |                     |                 |                 |  |  |                   |                   |                   |  |  |                    |                    |                    |  |
|  | P3                  | Pittsburgh Penguins   | 4                   |                     |    |                     |                 |                 |  |  |                   |                   |                   |  |  |                    |                    |                    |  |
|  | P3                  | Pittsburgh Penguins   | 4                   |                     | P3 | Pittsburgh Penguins | 4               |                 |  |  |                   |                   |                   |  |  |                    |                    |                    |  |
|  |                     |                       |                     |                     |    |                     |                 |                 |  |  |                   |                   |                   |  |  |                    |                    |                    |  |
|  |                     |                       | N2                  | Chicago Blackhawks  | 0  |                     |                 |                 |  |  |                   |                   |                   |  |  |                    |                    |                    |  |
|  | N1                  | Detroit Red Wings     | N2                  | Chicago Blackhawks  | 0  | 4                   |                 |                 |  |  |                   |                   |                   |  |  |                    |                    |                    |  |
|  | N1                  | Detroit Red Wings     |                     |                     |    |                     |                 |                 |  |  |                   |                   |                   |  |  |                    |                    |                    |  |
|  | N4                  | Minnesota North Stars | 3                   |                     |    |                     |                 |                 |  |  |                   |                   |                   |  |  |                    |                    |                    |  |
|  | N4                  | Minnesota North Stars | 3                   |                     | N1 | Detroit Red Wings   | 0               |                 |  |  |                   |                   |                   |  |  |                    |                    |                    |  |
|  |                     |                       |                     |                     | N1 | Detroit Red Wings   | 0               |                 |  |  |                   |                   |                   |  |  |                    |                    |                    |  |
|  |                     |                       | N2                  | Chicago Blackhawks  | 4  |                     |                 |                 |  |  |                   |                   |                   |  |  |                    |                    |                    |  |
|  | N2                  | Chicago Blackhawks    | N2                  | Chicago Blackhawks  | 4  | 4                   |                 |                 |  |  |                   |                   |                   |  |  |                    |                    |                    |  |
|  | N2                  | Chicago Blackhawks    |                     |                     |    |                     |                 |                 |  |  |                   |                   |                   |  |  |                    |                    |                    |  |
|  | N3                  | St. Louis Blues       | 3                   |                     |    |                     |                 |                 |  |  |                   |                   |                   |  |  |                    |                    |                    |  |
|  | N3                  | St. Louis Blues       | 3                   |                     | N2 | Chicago Blackhawks  | 4               |                 |  |  |                   |                   |                   |  |  |                    |                    |                    |  |
|  |                     |                       |                     |                     |    |                     |                 |                 |  |  |                   |                   |                   |  |  |                    |                    |                    |  |
|  |                     |                       | S3                  | Edmonton Oilers     | 0  |                     |                 |                 |  |  |                   |                   |                   |  |  |                    |                    |                    |  |
|  | S1                  | Vancouver Canucks     | S3                  | Edmonton Oilers     | 0  | 4                   |                 |                 |  |  |                   |                   |                   |  |  |                    |                    |                    |  |
|  | S1                  | Vancouver Canucks     |                     |                     |    |                     |                 |                 |  |  |                   |                   |                   |  |  |                    |                    |                    |  |
|  | S4                  | Winnipeg Jets         | 3                   |                     |    |                     |                 |                 |  |  |                   |                   |                   |  |  |                    |                    |                    |  |
|  | S4                  | Winnipeg Jets         | 3                   |                     | S1 | Vancouver Canucks   | 3               |                 |  |  |                   |                   |                   |  |  |                    |                    |                    |  |
|  |                     |                       |                     |                     | S1 | Vancouver Canucks   | 3               |                 |  |  |                   |                   |                   |  |  |                    |                    |                    |  |
|  |                     |                       | S3                  | Edmonton Oilers     | 4  |                     |                 |                 |  |  |                   |                   |                   |  |  |                    |                    |                    |  |
|  | S2                  | Los Angeles Kings     | S3                  | Edmonton Oilers     | 4  | 2                   |                 |                 |  |  |                   |                   |                   |  |  |                    |                    |                    |  |
|  | S2                  | Los Angeles Kings     |                     |                     |    |                     |                 |                 |  |  |                   |                   |                   |  |  |                    |                    |                    |  |
|  | S3                  | Edmonton Oilers       | 4                   |                     |    |                     |                 |                 |  |  |                   |                   |                   |  |  |                    |                    |                    |  |

## Prince of Wales Conference

### Semifinali di Division

#### Montreal - Hartford
| Montréal 19 aprile 1992 | Hartford Whalers | 0 – 2 (0-1; 0-0; 0-1) referto | Montreal Canadiens | Forum de Montréal (16.624 spett.)\| Arbitro: \| Ron Hoggarth \| |
| Arbitro:                | Ron Hoggarth     |                               |                    |                                                                 |

| Montréal 21 aprile 1992 | Hartford Whalers | 2 – 5 (1-1; 1-3; 0-1) referto | Montreal Canadiens | Forum de Montréal (16.627 spett.)\| Arbitro: \| Rob Shick \| |
| Arbitro:                | Rob Shick        |                               |                    |                                                              |

| Hartford 23 aprile 1992 | Montreal Canadiens | 2 – 5 (1-0; 0-3; 1-2) referto | Hartford Whalers | Hartford Civic Center (6.728 spett.)\| Arbitro: \| Bill McCreary \| |
| Arbitro:                | Bill McCreary      |                               |                  |                                                                     |

| Hartford 25 aprile 1992 | Montreal Canadiens | 1 – 3 (0-1; 0-1; 1-1) referto | Hartford Whalers | Hartford Civic Center (10.071 spett.)\| Arbitro: \| Kerry Fraser \| |
| Arbitro:                | Kerry Fraser       |                               |                  |                                                                     |

| Montréal 27 aprile 1992 | Hartford Whalers | 4 – 7 (2-1; 1-4; 1-2) referto | Montreal Canadiens | Forum de Montréal (16.693 spett.)\| Arbitro: \| Terry Gregson \| |
| Arbitro:                | Terry Gregson    |                               |                    |                                                                  |

| Hartford 29 aprile 1992 | Montreal Canadiens | 1 – 2 (d.t.s.) (0-0; 1-1; 0-0) referto | Hartford Whalers | Hartford Civic Center (8.262 spett.)\| Arbitro: \| Dan Marouelli \| |
| Arbitro:                | Dan Marouelli      |                                        |                  |                                                                     |

| Montréal 1º maggio 1992 | Hartford Whalers | 2 – 3 (d.t.s.) (0-2; 2-0; 0-0; 0-0) referto | Montreal Canadiens | Forum de Montréal (17.718 spett.)\| Arbitro: \| Don Koharski \| |
| Arbitro:                | Don Koharski     |                                             |                    |                                                                 |

#### Boston - Buffalo
| Boston 19 aprile 1992 | Buffalo Sabres | 3 – 2 (1-0; 2-0; 0-2) referto | Boston Bruins | Boston Garden (12.681 spett.)\| Arbitro: \| Terry Gregson \| |
| Arbitro:              | Terry Gregson  |                               |               |                                                              |

| Boston 21 aprile 1992 | Buffalo Sabres | 2 – 3 (d.t.s.) (0-2; 1-0; 1-0) referto | Boston Bruins | Boston Garden (12.897 spett.)\| Arbitro: \| Bill McCreary \| |
| Arbitro:              | Bill McCreary  |                                        |               |                                                              |

| Buffalo 23 aprile 1992 | Boston Bruins | 3 – 2 (2-0; 1-2; 0-0) referto | Buffalo Sabres | The Aud (14.207 spett.)\| Arbitro: \| Kerry Fraser \| |
| Arbitro:               | Kerry Fraser  |                               |                |                                                       |

| Buffalo 25 aprile 1992 | Boston Bruins | 5 – 4 (d.t.s.) (3-2; 1-1; 0-1) referto | Buffalo Sabres | The Aud (16.325 spett.)\| Arbitro: \| Ron Hoggarth \| |
| Arbitro:               | Ron Hoggarth  |                                        |                |                                                       |

| Boston 27 aprile 1992 | Buffalo Sabres | 2 – 0 (1-0; 1-0; 0-0) referto | Boston Bruins | Boston Garden (14.448 spett.)\| Arbitro: \| Dan Marouelli \| |
| Arbitro:              | Dan Marouelli  |                               |               |                                                              |

| Buffalo 29 aprile 1992 | Boston Bruins | 3 – 9 (0-2; 1-4; 2-3) referto | Buffalo Sabres | The Aud (13.537 spett.)\| Arbitro: \| Don Koharski \| |
| Arbitro:               | Don Koharski  |                               |                |                                                       |

| Boston 1º maggio 1992 | Buffalo Sabres     | 2 – 3 (0-1; 1-0; 1-2) referto | Boston Bruins | Boston Garden (14.109 spett.)\| Arbitro: \| Andy Van Hellemond \| |
| Arbitro:              | Andy Van Hellemond |                               |               |                                                                   |

#### NY Rangers - New Jersey
| New York 19 aprile 1992 | New Jersey Devils | 1 – 2 (0-1; 0-0; 1-1) referto | New York Rangers | Madison Square Garden (18.200 spett.)\| Arbitro: \| Bill McCreary \| |
| Arbitro:                | Bill McCreary     |                               |                  |                                                                      |

| New York 21 aprile 1992 | New Jersey Devils | 7 – 3 (1-1; 3-1; 3-1) referto | New York Rangers | Madison Square Garden (18.200 spett.)\| Arbitro: \| Kerry Fraser \| |
| Arbitro:                | Kerry Fraser      |                               |                  |                                                                     |

| East Rutherford 23 aprile 1992 | New York Rangers | 1 – 3 (1-2; 0-1; 0-0) referto | New Jersey Devils | Brendan Byrne Arena (19.040 spett.)\| Arbitro: \| Terry Gregson \| |
| Arbitro:                       | Terry Gregson    |                               |                   |                                                                    |

| East Rutherford 25 aprile 1992 | New York Rangers | 3 – 0 (0-0; 0-0; 3-0) referto | New Jersey Devils | Brendan Byrne Arena (19.040 spett.)\| Arbitro: \| Paul Stewart \| |
| Arbitro:                       | Paul Stewart     |                               |                   |                                                                   |

| New York 27 aprile 1992 | New Jersey Devils | 5 – 8 (0-2; 2-3; 3-3) referto | New York Rangers | Madison Square Garden (18.200 spett.)\| Arbitro: \| Don Koharski \| |
| Arbitro:                | Don Koharski      |                               |                  |                                                                     |

| East Rutherford 29 aprile 1992 | New York Rangers | 3 – 5 (1-1; 2-3; 0-1) referto | New Jersey Devils | Brendan Byrne Arena (19.040 spett.)\| Arbitro: \| Denis Morel \| |
| Arbitro:                       | Denis Morel      |                               |                   |                                                                  |

| New York 1º maggio 1992 | New Jersey Devils | 4 – 8 (1-3; 1-3; 2-2) referto | New York Rangers | Madison Square Garden (18.200 spett.)\| Arbitro: \| Dan Marouelli \| |
| Arbitro:                | Dan Marouelli     |                               |                  |                                                                      |

#### Washington - Pittsburgh
| Landover 19 aprile 1992 | Pittsburgh Penguins | 1 – 3 (0-0; 1-2; 0-1) referto | Washington Capitals | Capital Centre (16.689 spett.)\| Arbitro: \| Kerry Fraser \| |
| Arbitro:                | Kerry Fraser        |                               |                     |                                                              |

| Landover 21 aprile 1992 | Pittsburgh Penguins | 2 – 6 (2-3; 0-2; 0-1) referto | Washington Capitals | Capital Centre (17.453 spett.)\| Arbitro: \| Terry Gregson \| |
| Arbitro:                | Terry Gregson       |                               |                     |                                                               |

| Pittsburgh 23 aprile 1992 | Washington Capitals | 4 – 6 (2-1; 0-4; 2-1) referto | Pittsburgh Penguins | Civic Arena (16.164 spett.)\| Arbitro: \| Don Koharski \| |
| Arbitro:                  | Don Koharski        |                               |                     |                                                           |

| Pittsburgh 25 aprile 1992 | Washington Capitals | 7 – 2 (3-0; 0-0; 4-2) referto | Pittsburgh Penguins | Civic Arena (16.164 spett.)\| Arbitro: \| Rob Shick \| |
| Arbitro:                  | Rob Shick           |                               |                     |                                                        |

| Landover 27 aprile 1992 | Pittsburgh Penguins | 5 – 2 (1-1; 2-1; 2-0) referto | Washington Capitals | Capital Centre (17.621 spett.)\| Arbitro: \| Denis Morel \| |
| Arbitro:                | Denis Morel         |                               |                     |                                                             |

| Pittsburgh 29 aprile 1992 | Washington Capitals | 4 – 6 (3-2; 1-3; 0-1) referto | Pittsburgh Penguins | Civic Arena (16.164 spett.)\| Arbitro: \| Andy Van Hellemond \| |
| Arbitro:                  | Andy Van Hellemond  |                               |                     |                                                                 |

| Landover 1º maggio 1992 | Pittsburgh Penguins | 3 – 1 (1-0; 1-1; 1-0) referto | Washington Capitals | Capital Centre (17.783 spett.)\| Arbitro: \| Bill McCreary \| |
| Arbitro:                | Bill McCreary       |                               |                     |                                                               |

### Finali di Division

#### Montreal - Boston
| Montréal 3 maggio 1992 | Boston Bruins | 6 – 4 (2-1; 3-2; 1-1) referto | Montreal Canadiens | Forum de Montréal (16.535 spett.)\| Arbitro: \| Bill McCreary \| |
| Arbitro:               | Bill McCreary |                               |                    |                                                                  |

| Montréal 5 maggio 1992 | Boston Bruins | 3 – 2 (d.t.s.) (0-1; 1-0; 1-1) referto | Montreal Canadiens | Forum de Montréal (17.033 spett.)\| Arbitro: \| Rob Shick \| |
| Arbitro:               | Rob Shick     |                                        |                    |                                                              |

| Boston 7 maggio 1992 | Montreal Canadiens | 2 – 3 (1-2; 0-1; 1-0) referto | Boston Bruins | Boston Garden (14.448 spett.)\| Arbitro: \| Kerry Fraser \| |
| Arbitro:             | Kerry Fraser       |                               |               |                                                             |

| Boston 9 maggio 1992 | Montreal Canadiens | 0 – 2 (0-0; 0-1; 0-1) referto | Boston Bruins | Boston Garden (14.448 spett.)\| Arbitro: \| Terry Gregson \| |
| Arbitro:             | Terry Gregson      |                               |               |                                                              |

#### NY Rangers - Pittsburgh
| New York 3 maggio 1992 | Pittsburgh Penguins | 4 – 2 (2-0; 2-2; 0-0) referto | New York Rangers | Madison Square Garden (17.744 spett.)\| Arbitro: \| Andy Van Hellemond \| |
| Arbitro:               | Andy Van Hellemond  |                               |                  |                                                                           |

| New York 5 maggio 1992 | Pittsburgh Penguins | 2 – 4 (1-0; 1-1; 0-3) referto | New York Rangers | Madison Square Garden (18.200 spett.)\| Arbitro: \| Dan Marouelli \| |
| Arbitro:               | Dan Marouelli       |                               |                  |                                                                      |

| Pittsburgh 7 maggio 1992 | New York Rangers | 6 – 5 (d.t.s.) (3-1; 1-3; 1-1) referto | Pittsburgh Penguins | Civic Arena (16.164 spett.)\| Arbitro: \| Don Koharski \| |
| Arbitro:                 | Don Koharski     |                                        |                     |                                                           |

| Pittsburgh 9 maggio 1992 | New York Rangers | 4 – 5 (d.t.s.) (2-1; 1-1; 1-2) referto | Pittsburgh Penguins | Civic Arena (16.164 spett.)\| Arbitro: \| Rob Shick \| |
| Arbitro:                 | Rob Shick        |                                        |                     |                                                        |

| New York 11 maggio 1992 | Pittsburgh Penguins | 3 – 2 (2-0; 0-1; 1-1) referto | New York Rangers | Madison Square Garden (18.200 spett.)\| Arbitro: \| Terry Gregson \| |
| Arbitro:                | Terry Gregson       |                               |                  |                                                                      |

| Pittsburgh 13 maggio 1992 | New York Rangers | 1 – 5 (0-0; 1-3; 0-2) referto | Pittsburgh Penguins | Civic Arena (16.164 spett.)\| Arbitro: \| Kerry Fraser \| |
| Arbitro:                  | Kerry Fraser     |                               |                     |                                                           |

### Finale di Conference

#### Pittsburgh - Boston
| Pittsburgh 19 maggio 1992 | Boston Bruins      | 3 – 4 (d.t.s.) (2-2; 1-0; 0-1) referto | Pittsburgh Penguins | Civic Arena (16.164 spett.)\| Arbitro: \| Andy Van Hellemond \| |
| Arbitro:                  | Andy Van Hellemond |                                        |                     |                                                                 |

| Pittsburgh 19 maggio 1992 | Boston Bruins | 2 – 5 (1-2; 0-1; 1-2) referto | Pittsburgh Penguins | Civic Arena (16.164 spett.)\| Arbitro: \| Denis Morel \| |
| Arbitro:                  | Denis Morel   |                               |                     |                                                          |

| Boston 21 maggio 1992 | Pittsburgh Penguins | 5 – 1 (3-1; 1-0; 1-1) referto | Boston Bruins | Boston Garden (14.448 spett.)\| Arbitro: \| Terry Gregson \| |
| Arbitro:              | Terry Gregson       |                               |               |                                                              |

| Boston 23 maggio 1992 | Pittsburgh Penguins | 5 – 1 (2-0; 2-0; 1-1) referto | Boston Bruins | Boston Garden (14.448 spett.)\| Arbitro: \| Don Koharski \| |
| Arbitro:              | Don Koharski        |                               |               |                                                             |

## Clarence S. Campbell Conference

### Semifinali di Division

#### Detroit - Minnesota
| Detroit 18 aprile 1992 | Minnesota North Stars | 4 – 3 (1-1; 1-2; 2-0) referto | Detroit Red Wings | Joe Louis Arena (19.875 spett.)\| Arbitro: \| Denis Morel \| |
| Arbitro:               | Denis Morel           |                               |                   |                                                              |

| Detroit 20 aprile 1992 | Minnesota North Stars | 4 – 2 (2-1; 1-0; 1-1) referto | Detroit Red Wings | Joe Louis Arena (19.688 spett.)\| Arbitro: \| Paul Stewart \| |
| Arbitro:               | Paul Stewart          |                               |                   |                                                               |

| Bloomington 22 aprile 1992 | Detroit Red Wings  | 5 – 4 (d.t.s.) (2-2; 1-2; 1-0) referto | Minnesota North Stars | Met Center (13.128 spett.)\| Arbitro: \| Andy Van Hellemond \| |
| Arbitro:                   | Andy Van Hellemond |                                        |                       |                                                                |

| Bloomington 24 aprile 1992 | Detroit Red Wings | 4 – 5 (3-1; 1-3; 0-1) referto | Minnesota North Stars | Met Center (15.434 spett.)\| Arbitro: \| Dan Marouelli \| |
| Arbitro:                   | Dan Marouelli     |                               |                       |                                                           |

| Detroit 26 aprile 1992 | Minnesota North Stars | 0 – 3 (0-1; 0-0; 0-2) referto | Detroit Red Wings | Joe Louis Arena (19.875 spett.)\| Arbitro: \| Ron Hoggarth \| |
| Arbitro:               | Ron Hoggarth          |                               |                   |                                                               |

| Bloomington 28 aprile 1992 | Detroit Red Wings | 1 – 0 (d.t.s.) (0-0; 0-0; 0-0) referto | Minnesota North Stars | Met Center (13.177 spett.)\| Arbitro: \| Rob Shick \| |
| Arbitro:                   | Rob Shick         |                                        |                       |                                                       |

| Detroit 30 aprile 1992 | Minnesota North Stars | 2 – 5 (0-0; 0-3; 2-2) referto | Detroit Red Wings | Joe Louis Arena (19.875 spett.)\| Arbitro: \| Terry Gregson \| |
| Arbitro:               | Terry Gregson         |                               |                   |                                                                |

#### Chicago - St. Louis
| Chicago 18 aprile 1992 | St. Louis Blues    | 1 – 3 (1-0; 0-2; 0-1) referto | Chicago Blackhawks | Chicago Stadium (17.472 spett.)\| Arbitro: \| Andy Van Hellemond \| |
| Arbitro:               | Andy Van Hellemond |                               |                    |                                                                     |

| Chicago 20 aprile 1992 | St. Louis Blues | 5 – 3 (2-3; 2-0; 1-0) referto | Chicago Blackhawks | Chicago Stadium (16.846 spett.)\| Arbitro: \| Denis Morel \| |
| Arbitro:               | Denis Morel     |                               |                    |                                                              |

| St. Louis 22 aprile 1992 | Chicago Blackhawks | 4 – 5 (d.t.s.) (3-2; 1-1; 0-1; 0-0) referto | St. Louis Blues | St. Louis Arena (16.584 spett.)\| Arbitro: \| Ron Hoggarth \| |
| Arbitro:                 | Ron Hoggarth       |                                             |                 |                                                               |

| St. Louis 24 aprile 1992 | Chicago Blackhawks | 5 – 3 (2-1; 1-2; 2-0) referto | St. Louis Blues | St. Louis Arena (18.089 spett.)\| Arbitro: \| Bill McCreary \| |
| Arbitro:                 | Bill McCreary      |                               |                 |                                                                |

| Chicago 26 aprile 1992 | St. Louis Blues | 4 – 6 (1-2; 2-2; 1-2) referto | Chicago Blackhawks | Chicago Stadium (17.428 spett.)\| Arbitro: \| Terry Gregson \| |
| Arbitro:               | Terry Gregson   |                               |                    |                                                                |

| St. Louis 28 aprile 1992 | Chicago Blackhawks | 2 – 1 (1-0; 1-1; 0-0) referto | St. Louis Blues | St. Louis Arena (17.131 spett.)\| Arbitro: \| Mark Faucette \| |
| Arbitro:                 | Mark Faucette      |                               |                 |                                                                |

#### Vancouver - Winnipeg
| Vancouver 18 aprile 1992 | Winnipeg Jets | 3 – 2 (1-1; 0-1; 2-0) referto | Vancouver Canucks | Pacific Coliseum (16.123 spett.)\| Arbitro: \| Dan Marouelli \| |
| Arbitro:                 | Dan Marouelli |                               |                   |                                                                 |

| Vancouver 20 aprile 1992 | Winnipeg Jets | 2 – 3 (0-1; 1-1; 1-1) referto | Vancouver Canucks | Pacific Coliseum (16.123 spett.)\| Arbitro: \| Don Koharski \| |
| Arbitro:                 | Don Koharski  |                               |                   |                                                                |

| Winnipeg 22 aprile 1992 | Vancouver Canucks | 2 – 4 (0-2; 0-1; 2-1) referto | Winnipeg Jets | Winnipeg Arena (13.393 spett.)\| Arbitro: \| Denis Morel \| |
| Arbitro:                | Denis Morel       |                               |               |                                                             |

| Winnipeg 24 aprile 1992 | Vancouver Canucks | 1 – 3 (0-1; 0-1; 1-1) referto | Winnipeg Jets | Winnipeg Arena (15.568 spett.)\| Arbitro: \| Mark Faucette \| |
| Arbitro:                | Mark Faucette     |                               |               |                                                               |

| Vancouver 26 aprile 1992 | Winnipeg Jets      | 2 – 8 (0-2; 2-4; 0-2) referto | Vancouver Canucks | Pacific Coliseum (16.123 spett.)\| Arbitro: \| Andy Van Hellemond \| |
| Arbitro:                 | Andy Van Hellemond |                               |                   |                                                                      |

| Winnipeg 28 aprile 1992 | Vancouver Canucks | 8 – 3 (2-1; 3-1; 3-1) referto | Winnipeg Jets | Winnipeg Arena (14.942 spett.)\| Arbitro: \| Bill McCreary \| |
| Arbitro:                | Bill McCreary     |                               |               |                                                               |

| Vancouver 30 aprile 1992 | Winnipeg Jets | 0 – 5 (0-1; 0-2; 0-2) referto | Vancouver Canucks | Pacific Coliseum (16.123 spett.)\| Arbitro: \| Kerry Fraser \| |
| Arbitro:                 | Kerry Fraser  |                               |                   |                                                                |

#### Los Angeles - Edmonton
| Los Angeles 18 aprile 1992 | Edmonton Oilers | 3 – 1 (2-0; 1-1; 0-0) referto | Los Angeles Kings | Great Western Forum (16.005 spett.)\| Arbitro: \| Don Koharski \| |
| Arbitro:                   | Don Koharski    |                               |                   |                                                                   |

| Los Angeles 20 aprile 1992 | Edmonton Oilers | 5 – 8 (2-3; 2-3; 1-2) referto | Los Angeles Kings | Great Western Forum (16.005 spett.)\| Arbitro: \| Mark Faucette \| |
| Arbitro:                   | Mark Faucette   |                               |                   |                                                                    |

| Edmonton 22 aprile 1992 | Los Angeles Kings | 3 – 4 (2-1; 1-1; 0-2) referto | Edmonton Oilers | Northlands Coliseum (17.503 spett.)\| Arbitro: \| Dan Marouelli \| |
| Arbitro:                | Dan Marouelli     |                               |                 |                                                                    |

| Edmonton 24 aprile 1992 | Los Angeles Kings  | 4 – 3 (1-1; 0-1; 3-1) referto | Edmonton Oilers | Northlands Coliseum (17.503 spett.)\| Arbitro: \| Andy Van Hellemond \| |
| Arbitro:                | Andy Van Hellemond |                               |                 |                                                                         |

| Los Angeles 26 aprile 1992 | Edmonton Oilers | 5 – 2 (1-1; 2-1; 2-0) referto | Los Angeles Kings | Great Western Forum (16.005 spett.)\| Arbitro: \| Bill McCreary \| |
| Arbitro:                   | Bill McCreary   |                               |                   |                                                                    |

| Edmonton 28 aprile 1992 | Los Angeles Kings | 0 – 3 (0-2; 0-1; 0-0) referto | Edmonton Oilers | Northlands Coliseum (16.323 spett.)\| Arbitro: \| Kerry Fraser \| |
| Arbitro:                | Kerry Fraser      |                               |                 |                                                                   |

### Finali di Division

#### Detroit - Chicago
| Detroit 2 maggio 1992 | Chicago Blackhawks | 2 – 1 (0-0; 1-1; 1-0) referto | Detroit Red Wings | Joe Louis Arena (19.875 spett.)\| Arbitro: \| Kerry Fraser \| |
| Arbitro:              | Kerry Fraser       |                               |                   |                                                               |

| Detroit 4 maggio 1992 | Chicago Blackhawks | 3 – 1 (2-0; 1-0; 0-1) referto | Detroit Red Wings | Joe Louis Arena (19.875 spett.)\| Arbitro: \| Denis Morel \| |
| Arbitro:              | Denis Morel        |                               |                   |                                                              |

| Chicago 6 maggio 1992 | Detroit Red Wings  | 4 – 5 (0-2; 2-2; 2-1) referto | Chicago Blackhawks | Chicago Stadium (17.548 spett.)\| Arbitro: \| Andy Van Hellemond \| |
| Arbitro:              | Andy Van Hellemond |                               |                    |                                                                     |

| Chicago 8 maggio 1992 | Detroit Red Wings | 0 – 1 (0-0; 0-0; 0-1) referto | Chicago Blackhawks | Chicago Stadium (18.472 spett.)\| Arbitro: \| Bill McCreary \| |
| Arbitro:              | Bill McCreary     |                               |                    |                                                                |

#### Vancouver - Edmonton
| Vancouver 3 maggio 1992 | Edmonton Oilers | 4 – 3 (d.t.s.) (0-1; 2-1; 1-1) referto | Vancouver Canucks | Pacific Coliseum (16.123 spett.)\| Arbitro: \| Terry Gregson \| |
| Arbitro:                | Terry Gregson   |                                        |                   |                                                                 |

| Vancouver 4 maggio 1992 | Edmonton Oilers | 0 – 4 (0-3; 0-1; 0-0) referto | Vancouver Canucks | Pacific Coliseum (16.123 spett.)\| Arbitro: \| Don Koharski \| |
| Arbitro:                | Don Koharski    |                               |                   |                                                                |

| Edmonton 6 maggio 1992 | Vancouver Canucks | 2 – 5 (0-1; 0-1; 2-3) referto | Edmonton Oilers | Northlands Coliseum (14.561 spett.)\| Arbitro: \| Bill McCreary \| |
| Arbitro:               | Bill McCreary     |                               |                 |                                                                    |

| Edmonton 8 maggio 1992 | Vancouver Canucks | 2 – 3 (1-2; 1-1; 0-0) referto | Edmonton Oilers | Northlands Coliseum (17.503 spett.)\| Arbitro: \| Denis Morel \| |
| Arbitro:               | Denis Morel       |                               |                 |                                                                  |

| Vancouver 10 maggio 1992 | Edmonton Oilers | 3 – 4 (0-2; 3-2; 0-0) referto | Vancouver Canucks | Pacific Coliseum (16.123 spett.)\| Arbitro: \| Dan Marouelli \| |
| Arbitro:                 | Dan Marouelli   |                               |                   |                                                                 |

| Edmonton 12 maggio 1992 | Vancouver Canucks | 0 – 3 (0-2; 0-0; 0-1) referto | Edmonton Oilers | Northlands Coliseum (16.403 spett.)\| Arbitro: \| Bill McCreary \| |
| Arbitro:                | Bill McCreary     |                               |                 |                                                                    |

### Finale di Conference

#### Chicago - Edmonton
| Chicago 6 maggio 1992 | Edmonton Oilers | 2 – 8 (2-2; 0-3; 0-3) referto | Chicago Blackhawks | Chicago Stadium (18.472 spett.)\| Arbitro: \| Don Koharski \| |
| Arbitro:              | Don Koharski    |                               |                    |                                                               |

| Chicago 8 maggio 1992 | Edmonton Oilers | 2 – 4 (2-1; 0-0; 0-3) referto | Chicago Blackhawks | Chicago Stadium (17.265 spett.)\| Arbitro: \| Kerry Fraser \| |
| Arbitro:              | Kerry Fraser    |                               |                    |                                                               |

| Edmonton 2 maggio 1992 | Chicago Blackhawks | 4 – 3 (d.t.s.) (0-2; 3-0; 0-1) referto | Edmonton Oilers | Northlands Coliseum (16.214 spett.)\| Arbitro: \| Bill McCreary \| |
| Arbitro:               | Bill McCreary      |                                        |                 |                                                                    |

| Edmonton 4 maggio 1992 | Chicago Blackhawks | 5 – 1 (1-0; 4-0; 0-1) referto | Edmonton Oilers | Northlands Coliseum (17.503 spett.)\| Arbitro: \| Andy Van Hellemond \| |
| Arbitro:               | Andy Van Hellemond |                               |                 |                                                                         |

## Finale Stanley Cup
La finale della Stanley Cup 1992 è stata una serie al meglio delle sette gare che ha determinato il campione della National Hockey League per la stagione 1991-1992. I Pittsburgh Penguins hanno sconfitto i Chicago Blackhawks in sole quattro partite e si sono aggiudicati la Stanley Cup per la seconda volta consecutiva. I Blackhawks mancavano dalla finale dal 1973, quando furono sconfitti dai Montreal Canadiens.

## Statistiche

### Classifica marcatori
La seguente lista elenca i migliori marcatori al termine dei playoff.

| Giocatore       | Squadra             | PG | G  | A  | Pt | +/- | MP |
| --------------- | ------------------- | -- | -- | -- | -- | --- | -- |
| Mario Lemieux   | Pittsburgh Penguins | 15 | 16 | 18 | 34 | +6  | 2  |
| Kevin Stevens   | Pittsburgh Penguins | 21 | 13 | 15 | 28 | +2  | 28 |
| Ron Francis     | Pittsburgh Penguins | 21 | 8  | 19 | 27 | +8  | 6  |
| Jaromír Jágr    | Pittsburgh Penguins | 21 | 11 | 13 | 24 | +4  | 6  |
| Joe Murphy      | Edmonton Oilers     | 16 | 8  | 16 | 24 | +2  | 12 |
| Jeremy Roenick  | Chicago Blackhawks  | 18 | 12 | 10 | 22 | +11 | 12 |
| Chris Chelios   | Chicago Blackhawks  | 18 | 6  | 15 | 21 | +19 | 37 |
| Bernie Nicholls | Edmonton Oilers     | 16 | 8  | 11 | 19 | +2  | 25 |
| Rick Tocchet    | Pittsburgh Penguins | 14 | 6  | 13 | 19 | -2  | 12 |
| Adam Oates      | Boston Bruins       | 15 | 5  | 14 | 19 | -6  | 4  |

### Classifica portieri
Questa è una tabella che combina i cinque migliori portieri dei playoff per media di gol subiti a gara con i cinque migliori portieri per percentuale di parate, con almeno quattro partite disputate. La tabella è ordinata per la media gol subiti, e i criteri di inclusione sono in grassetto.

| Giocatore         | Squadra             | PG | Min     | V  | S | OTS | TC  | GS | SO | Sv%  | MGS  |
| ----------------- | ------------------- | -- | ------- | -- | - | --- | --- | -- | -- | ---- | ---- |
| Ed Belfour        | Chicago Blackhawks  | 18 | 948:47  | 12 | 4 | 0   | 398 | 39 | 1  | .902 | 2.47 |
| Tim Cheveldae     | Detroit Red Wings   | 11 | 597:18  | 3  | 7 | 0   | 277 | 25 | 2  | .910 | 2.51 |
| Kirk McLean       | Vancouver Canucks   | 13 | 784:35  | 6  | 7 | 1   | 364 | 33 | 2  | .909 | 2.52 |
| Patrick Roy       | Montreal Canadiens  | 11 | 685:31  | 4  | 7 | 2   | 312 | 30 | 1  | .904 | 2.62 |
| Thomas Draper     | Buffalo Sabres      | 7  | 433:22  | 3  | 4 | 2   | 201 | 19 | 1  | .905 | 2.63 |
| Frank Pietrangelo | Hartford Whalers    | 7  | 425:28  | 3  | 4 | 1   | 244 | 19 | 0  | .922 | 2.68 |
| Tom Barrasso      | Pittsburgh Penguins | 21 | 1232:59 | 16 | 5 | 1   | 622 | 58 | 1  | .907 | 2.82 |